# 路易斯·哈维尔·加西亚·桑斯
路爾斯·加西亞（Luis García，1978年6月24日—），全名路易斯·哈維爾·加西亞·桑斯，西班牙足球運動員，曾為西班牙國家足球隊成員。

## 生平
路易斯·加西亞早年曾效力多間西甲球會，包括巴塞罗那、特內里費、马德里竞技及巴利亞多利德等。
2004年8月，路易斯·加西亞以600萬英鎊轉會費加盟利物浦，以代替迪奧夫的進攻中場位置。2004年8月29日首度在英格蘭超級聯賽上陣，對博尔顿，路易斯·加西亞射入了因越位被判無效的入球。為利物浦取得的首個入球則是2004年9月主場對西布罗姆维奇的聯賽中取得。
2005年4月，歐聯四強次回合利物浦對切尔西的賽事，加西亞射入關鍵性的一球，直接把利物浦帶入決賽。然而不少人認為該入球未過白界線，加拉斯早已於界線前踢走皮球。
2007年1月，加西亞在對阿森纳的英格蘭聯賽盃賽事拉傷其十字韌帶，休養6個月。同年7月重返马德里竞技，簽約三年。
2009年8月10日，桑坦德競技宣布签下加西亚，并和后者签约两年。
2010年9月4日，加西亞應加歷查的邀請，組成利物浦明星隊並返回利物浦的主場安菲尔德為慈善紀念賽作賽，並射入一球。

## 個人
路易斯·加西亞以吸啜其拇指作為慶祝入球方式，以記念其首名兒子Joel。路易斯·加西亞曾為H&M男士西裝及Umbro足球鞋擔任廣告代言人。

## 榮譽

### 利物浦
- 歐洲聯賽冠軍盃 2004-2005年
- 歐洲超級盃 2005-2006年
- 英格蘭足總盃 2005-2006年[6]
- 英格蘭社區盾 2006年

### 个人
- 欧洲足联年度最佳阵容 ：2005年

## 外部連結
- 利物浦官方網站 球員資料
- 路爾斯加西亞：回顧過去的一年 利物浦官方網頁 20060101 （页面存档备份，存于）